# Bergkäse

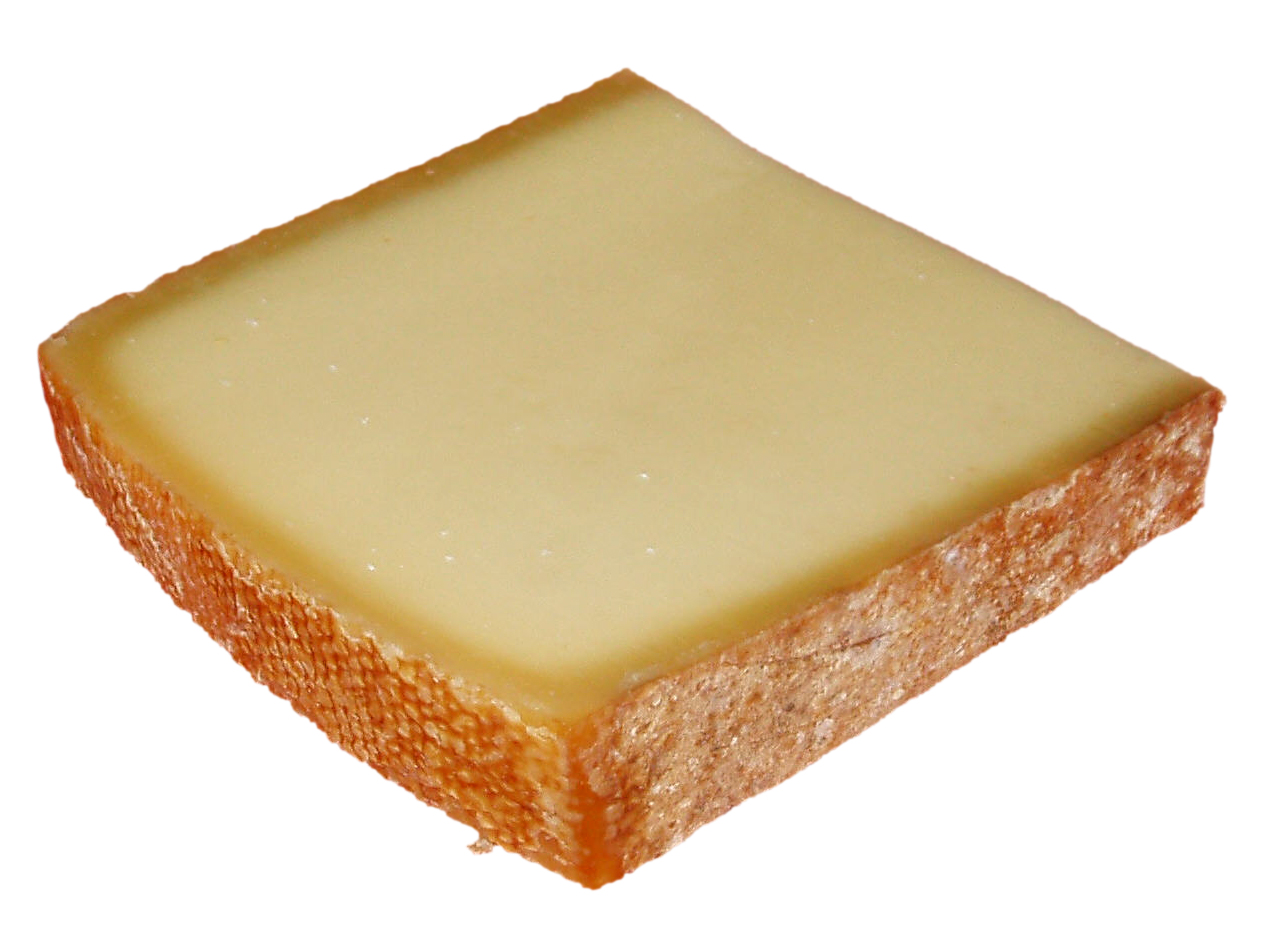
Allgäuer Bergkäse

Bergkäse (Duits voor kaas uit de bergen) is de naam van een groep kazen die in de Alpen worden geproduceerd. Deze groep omvat onder andere:
- Oostenrijk – Tiroler Graukäse g.U.
- Oostenrijk – Vorarlberger Bergkäse g.U.
- Oostenrijk – Großwalsertaler Bergkäse (Walserstolz)
- Zwitserland – Appenzeller
- Zwitserland – Gruyère
- Zwitserland – Piora
- Zwitserland – Walliser
- Frankrijk /  Zwitserland – Vacherin Mont d'Or AOC
- Frankrijk – Tomme de Savoie
- Italië – Battelmatt
- Italië – Fontina
- Duitsland –  Allgäuer Bergkäse

De naam wordt ook algemeen gebruikt (vooral in Oostenrijk) voor kaas die op deze kazen lijkt qua textuur en smaak, maar niet uit deze Alpenregio komt. De textuur van de kaas is tamelijk hard, soms met kleine gaatjes of scheuren, met een sterke smaak, die soms nootachtig is.
In de strikte zin is Bergkäse een kaas die in het middelgebergte (tussen 600 en 1500 m) wordt geproduceerd. Indien de kaas in het hooggebergte (boven de 1500 m) én tijdens de zomer wordt vervaardigd, spreekt men van een Alpkäse.

## Geschiedenis
Vroeger werd in Duitstalige gebieden de term Bergkäse gebruikt voor alle kaas die daadwerkelijk op de berg gemaakt werd. Dit gebeurde in de zomermaanden, wanneer de koeien op de hoger gelegen bergweiden graasden, zie Transhumance. Omdat de koeien vrij konden lopen, aten ze gras, maar ook kruiden, waardoor de melk, en dus ook de kaas, een typische en kruidige smaak kreeg. De melk werd vaak tot kaas verwerkt, omdat de melk te kort houdbaar was om te transporteren. Zo kon het melkproduct tot in de winter goed bewaard worden.

## Typische gerechten met Bergkäse

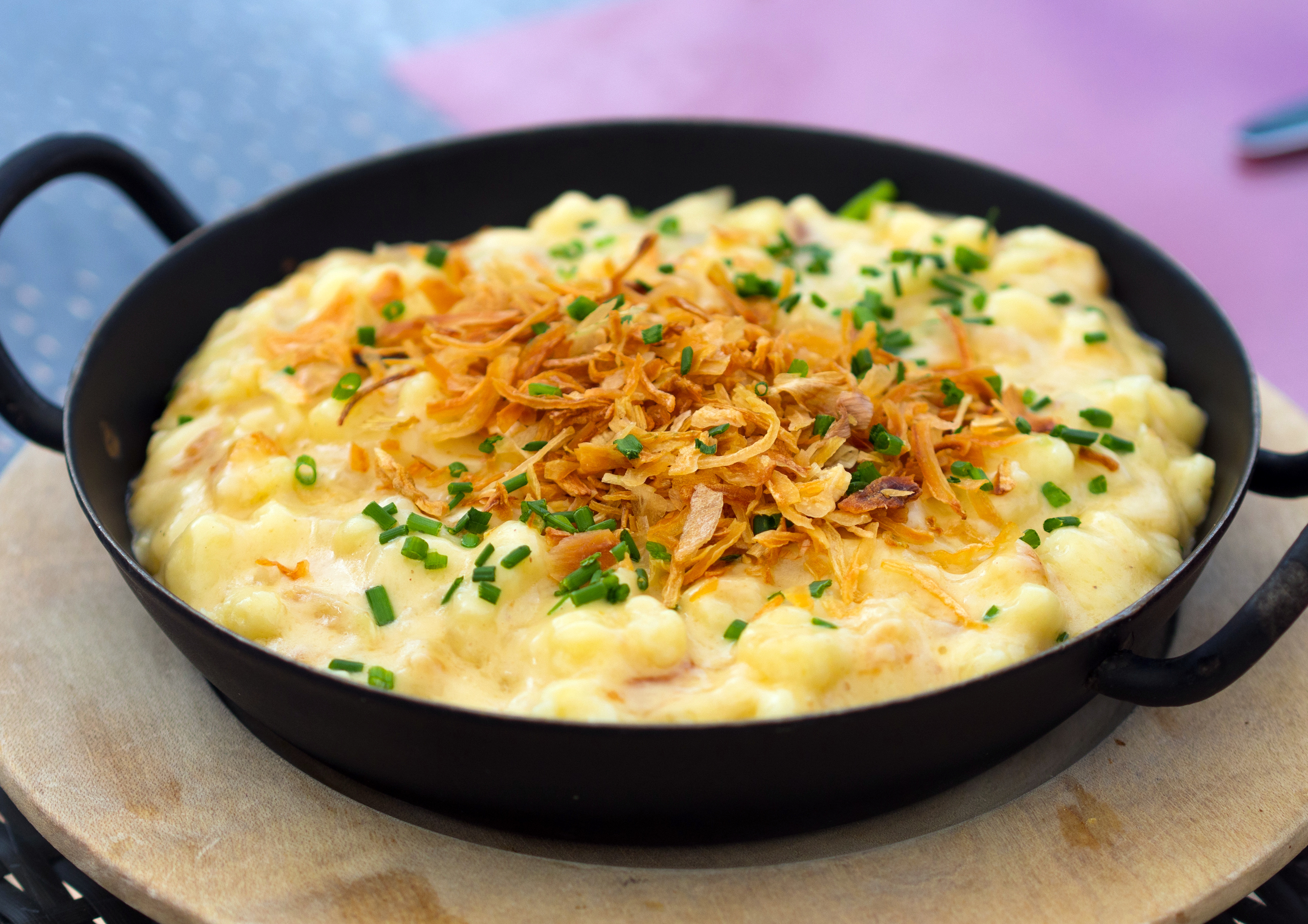
Käsespätzle

### Vorarlberg
Kaas – in het bijzonder Bergkäse – wordt als distinctief ingrediënt gezien in de Vorarlbergse keuken.
- Vorarlberger Käsesuppe (soep met Vorarlbergse Bergkäse)
- Käsespätzle of Käsknöpfle (noedels van bloem en eieren met kaas en ui),
- Käsdönnala (pittige vlaai uit bloem, gist, zout en water, belag: kaas, eieren en/of ui),
- Grumpara mit Käs (pellepataat met kaas),
- Kässalot ("Käsesalat", salade van kaas, ui, azijn en olie)